# Bistum Tarazona
Das Bistum Tarazona (lat.: Dioecesis Turiasonensis) ist eine in Spanien gelegene römisch-katholische Diözese mit Sitz in Tarazona.

## Geschichte
Das Bistum Tarazona wurde im 5. Jahrhundert errichtet und dem Erzbistum Tarragona als Suffraganbistum unterstellt. Aus westgotischer Zeit sind mehrere Bischofsnamen bekannt; aus maurischer Zeit dagegen nicht. Nach der Rückeroberung (reconquista) der ehemals christlichen Gebiete im Königreich Aragón durch Alfons I. (reg. 1104–1134) um das Jahr 1120 wurde das Bistum erneuert. Die Weihe der gotischen Kathedrale ist für das Jahr 1232 überliefert. Am 14. Juni 1318 wurde es dem Erzbistum Saragossa als Suffraganbistum unterstellt.
Dem Bistum Tarazona wurde am 17. Juli 1889 das Bistum Pamplona y Tudela angegliedert. Am 2. September 1955 wurde das Bistum Tarazona y Tudela in die Bistümer Pamplona y Tudela und Tarazona geteilt.

## Weblinks

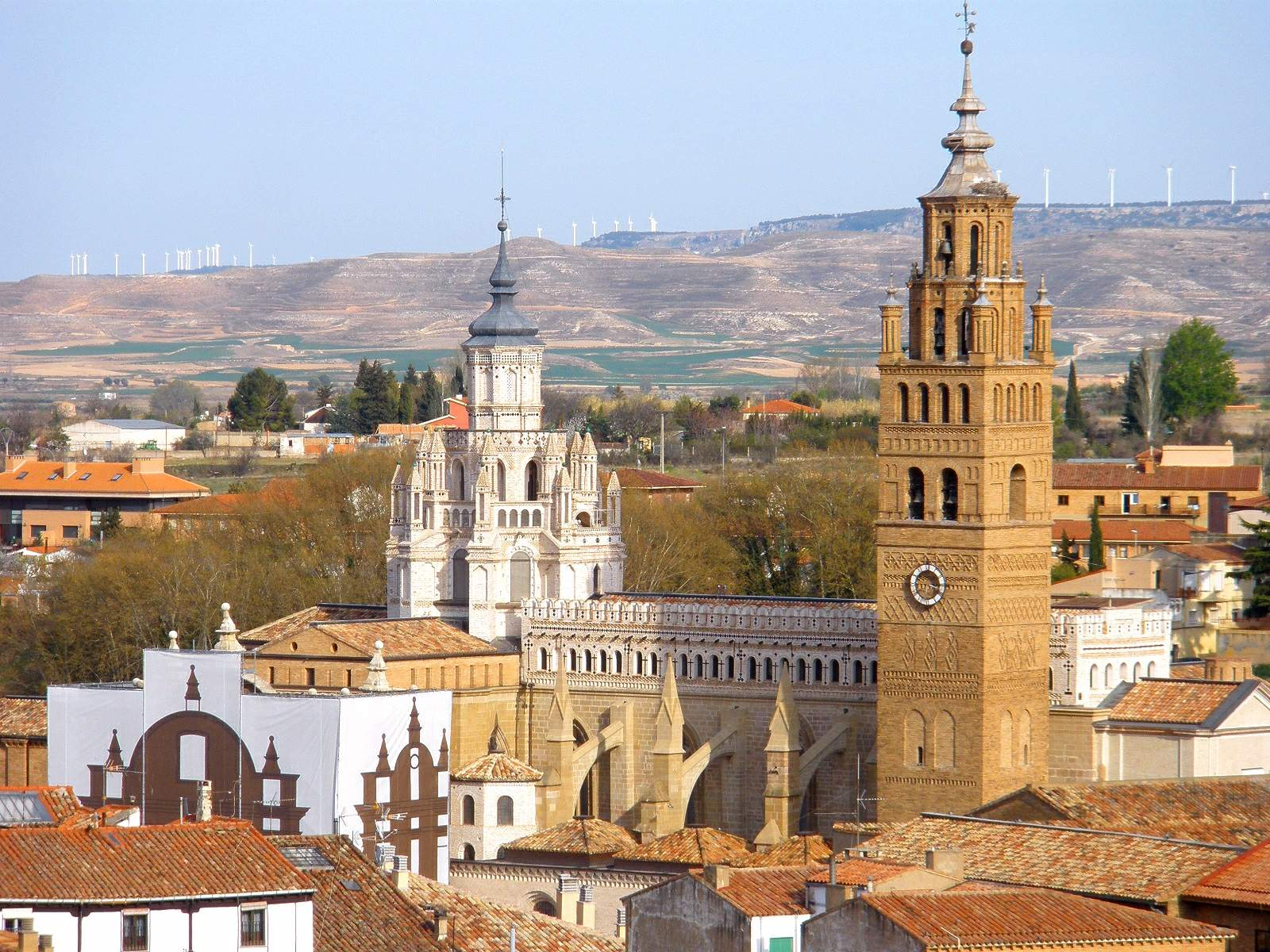
Catedral de Nuestra Señora de la Huerta